# Nizaryci
Nizaryci, arab. النزاريون, znani także jako asasyni – dominujący współcześnie odłam ismailitów, uznający linię imamów wywodzącą się od Nizara.

## Historia

### Okres Alamutu
Początki nizaryzmu wiążą się z osobą przywódcy irańskich ismailitów Hasana ibn Sabbaha (zm. 1124), któremu na początku lat 90. XI wieku udało się zbudować na terenie Iranu niewielkie isma’ilickie państwo z ośrodkiem w twierdzy Alamut. W roku 1094 zmarł fatymidzki kalif Al-Mustansir (pan. 1036–1094) i sprawujący rzeczywistą władzę wezyr Al-Afdal (zm. 1121) ustanowił jego następcą nie wcześniej wyznaczonego przez kalifa jego najstarszego syna Nizara (zm. 1095), ale młodszego Al-Musta’liego (pan. 1094–1101). Nizar zbuntował się przeciwko tej decyzji i zginął w roku 1095. Hasan-i Sabbah to jednak jego uznał za prawowitego imama, który tym samym wraz z jego śmiercią miał przejść do ukrycia. Poprzez ten akt irańscy isma’ilici przestali uznawać zwierzchnictwo nadal rządzących w Egipcie Fatymidów. Byli oni odtąd rządzeni przez władców Alamutu, używających tytułu „hudżdża”, to jest „dowód, wskazówka” – w domyśle na istnienie nieobecnego imama, który powróci jako mahdi.
Pierwsze kilkadziesiąt lat historii nizarytów to głównie walka z sunnickimi Wielkimi Seldżukami. Największe sukcesy nizaryci odnosili w Iranie, gdzie ich walka miała podtekst zarówno narodowościowy (Persowie kontra tureckie warstwy panujące), religijny (walka szyitów z sunnitami), jak i społeczny (uciskane i grabione przez Seldżuków niższe warstwy społeczne kontra związane z nimi warstwy panujące). Do połowy pierwszej dekady XII wieku, w dużej mierze dzięki pracy wysyłanych przez Hasana da'ich, nizaryci zdołali opanować liczne terytoria w Iranie, ale także w Iraku i Syrii. W okolicy Alamutu stworzyli dominium, które można by w zasadzie uznać za niewielkie państwo. Obalili władzę Seldżuków w odległym, położonym na zachód od Heratu Kuhistanie. Objęli w posiadanie m.in. liczne fortece w Farsie, Mazandaranie, Kermanie. Opanowali również miasto Tikrit w Iraku. Początkowy sukces kierowanej przez Hasana sekty głęboko wstrząsnął państwem Seldżuków. Prawdziwym szokiem było zwłaszcza opanowanie przez nizarytów, około roku 1100, cytadeli Szahdiz, znajdującej się w bezpośredniej bliskości ówczesnej seldżuckiej stolicy, Isfahanu.
Jednak pomimo tych pierwotnych sukcesów nizarytów, Seldżucy, korzystając z oczywistej dysproporcji sił, począwszy od roku 1106 stopniowo odzyskiwali stan posiadania. Dokonywano wewnętrznych czystek w seldżuckiej armii, mordując podejrzanych o sympatie nizaryckie. Całkowicie przepędzono nizarytów z południowych prowincji Iranu, Farsu oraz Kermanu, Seldżucy odbili także fortece w okolicy stołecznego Isfahanu oraz irackie miasto Tikrit. Konieczność prowadzenia nierównej walki z przeważającym przeciwnikiem spowodowała, że nizaryci zaczęli uciekać się do stosowania skrytobójstwa. Eliminowali oni w ten sposób znaczących przedstawicieli wroga, przede wszystkim przywódców duchowych i politycznych, ale również urzędników niższego szczebla oraz uczonych. Mordy te miały zwykle wymiar propagandowy i polityczny, rzadziej militarny. Z rąk nizaryckich skrytobójców zginęły m.in. takie osobistości jak wezyr Nizam al-Mulk (zm. 1092), kalif abbasydzki Al-Mustarszid (pan. 1118–1135) i kalif fatymidzki Al-Amir (pan. 1101–1130). Należy jednak zauważyć, że nizaryci nie byli pierwszymi, którzy uciekli się do takich metod, ani nie jedynymi, którzy stosowali je w tym okresie. To, że zaczęto ich wręcz utożsamiać z bezwzględnymi zabójcami, było przede wszystkim zasługą sunnickiej propagandy, która wyolbrzymiała ich dokonania na tym polu, dbając by przylgnęła do nich jak najgorsza opinia.
Mimo momentami krytycznej sytuacji ostatecznie nizarytom udało się przetrwać ataki Seldżuków, którzy po śmierci sułtana Muhammada Tapara (pan. 1105–1118) przestali zagrażać ich istnieniu. W tym okresie nizaryci zaczęli powiększać swoje przyczółki w Syrii, gdzie zetknęli się z krzyżowcami. Prawdziwe znaczenie na tym terenie uzyskali oni jednak dopiero wtedy, kiedy w roku 1162 przywództwo syryjskich nizarytów objął Raszid ad-Din Sinan (zm. 1192 lub 1193). Krzyżowcy nazywali nizarytów „asasynami”, co wywodzi się od ich pogardliwego arabskiego określenia „hasziszijja”, „zażywający haszysz”, które w oczach sunnitów miało symbolizować ich bezbożność i amoralność. W Europie asasyni szybko stali się przedmiotem na wpół fantastycznych opowieści, a Raszid ad-Din Sinan na wpół legendarnym „Starcem z Gór”. Ostateczną syntetyczną formę tych historii spopularyzował Marco Polo.
Do zmiany koncepcji legitymacji władzy wśród nizarytów doszło za trzeciego następcy Hasana-i Sabbaha, Hasana II (imam 1162–1166). W roku 1164 ogłosił on nastanie epoki mahdiego, to jest „kijamy”, oczekiwanego przez isma’ilitów dnia Zmartwychwstania, podczas którego ród ludzki miał zostać osądzony i przeznaczony do raju lub piekła. Kijamę interpretowano symbolicznie jako koniec ziemskiego życia, opartego na przestrzeganiu „zewnętrznego” („zahir”) szariatu, który przestał obowiązywać. W zamian miała nadejść epoka „wewnętrznej”, „głębokiej” („batin”) esencji prawa, odrodzenia nizarytów do duchowego życia oraz duchowej śmierci niezdolnych do rozpoznania wewnętrznej prawdy pozostałych ludzi. Jednocześnie Hasan zaczął przyznawać sobie status już nie hudżdży, ale samego imama. Jego syn i następca, Muhammad (imam 1166–1210), ogłosił, że on i jego ojciec w rzeczywistości są potomkami wnuka Nizara, Al-Muhtadiego, którego niegdyś sekretnie przetransportowano do Alamutu, a później ukrywano. Twierdzenia te zostały zaakceptowane przez nizarytów. Następca Muhammada, Hasan III (imam 1210–1221), ogłosił koniec ery „kijamy” i przywrócił przestrzeganie szariatu, i to w formie sunnickiej. Publicznie spalił on dzieła swoich poprzedników i uzyskał uznanie swojej władzy przez kalifa. To zbliżenie ze światem sunnickim zakończyło się już za panowania jego syna, Ala ad-Dina Muhammada (imam 1221–1255), który uznał działania ojca za przykład takijji, to jest ukrywania własnej religii, i powrócił do polityki kijamy. Za jego życia nizaryci zetknęli się z Mongołami, którzy rozpoczęli podbój ich terytoriów. Kolejny imam, Churszah (imam 1255–1257), po niezdecydowanych próbach oporu poddał się Mongołom, wydając im większość nizaryckich twierdz. Alamut poddał się w 1256 roku, zaś ostatnia twierdza nizarytów, Girdkuh, w roku 1270. Jednocześnie nizaryci syryjscy zostali zmuszeni do podporządkowania się sułtanowi mameluków Bajbarsowi (pan. 1260–1277). Tym samym państwo nizarytów przestało istnieć.

### Podział na dwie linie i nawrócenie chodżów
Niepotrzebny Mongołom Churszah został przez nich zamordowany w roku 1257. Zgodnie jednak z nizarycką tradycją już wcześniej ukryto jego małoletniego syna, Szams ad-Dina Muhammada (imam 1257–1310), który teraz został kolejnym imamem. We wrogim otoczeniu zarówno imam, jak i jego wyznawcy przyjęli praktykę takijji. W tym okresie wielu nizarytów wyemigrowało z Iranu do Afganistanu, Azji Środkowej i Sindu. Po śmierci Szams ad-Dina Muhammada wybuchł niejasny dla współczesnych historyków spór o sukcesję, w wyniku którego wyłoniły się dwie linie imamów: Muhammad Szahi i Kasim Szahi. W wieku XIX imamowie tej drugiej linii zaczęli się posługiwać dziedzicznym tytułem Aga Chan, stąd ich zwolennicy są znani obecnie jako aga chanowie. Wydaje się, że początkowo większe znaczenie miała linia Muhammad Szahi, która cieszyła się szczególnym poważaniem w Iranie i Azji Środkowej. Ich najsłynniejszym imamem był Szah Tahir (imam 1509-ok. 1545), który jednak w wyniku prześladowań szacha Iranu Isma’ila (pan. 1501–1524) musiał uciekać do Indii. Odtąd rezydujący w Indiach imamowie Muhammad Szahi zaczęli tracić swych zwolenników w Iranie, a w wieku XVIII także na subkontynencie. Od roku 1796 syryjscy nizaryci wierni linii Muhammad Szahi nie mieli żadnych wieści od swojego imama, Muhammada al-Bakira. Ponieważ późniejsze poszukiwania jego potomków nie przyniosły rezultatu, w roku 1887 większość nizarytów syryjskich linii Muhammad Szahi złożyła przysięgę wierności aga chanom, reprezentowanym przez Agę Chana III (imam 1885–1957). Pozostali w Syrii zwolennicy linii Muhammad Szahi pod koniec XX wieku liczyli około 15 tysięcy ludzi.
Ważnym wydarzeniem historii nizarytów po upadku Alamutu jest zdobycie wyznawców wśród Indusów. Chociaż być może proces ten rozpoczął się już wcześniej, to pierwsze opisujące go wiarygodne źródła dotyczą pierwszej połowy XIII wieku. Najwcześniejszą związaną z nim postacią jest półlegendarny Pir Szams ad-Din, założyciel dziedzicznego rodu „pirów” (od persk. słowa „pir” – starzec, które było zwyczajowym określeniem sufickiego mistrza) sprawujących władzę nad nawróconymi Indusami. Najsłynniejszym misjonarzem na tym terenie był prawnuk Pir Szams ad-Dina, Pir Sadr ad-Din, zmarły gdzieś pomiędzy pierwszą połową XIV wieku a początkiem wieku XV. Miał on nawrócić wielu przedstawicieli kupieckiej kasty lohana, których zaczęto nazywać chodżami. Termin ten przyjął się w odniesieniu do wszystkich indyjskich nizarytów, którzy zresztą do dzisiaj są niemal wyłącznie kupcami. Islam chodżów miał charakter synkretyczny. Przeniknęło do niego wiele wątków zaczerpniętych z hinduizmu. Pir Sadr ad-Din miał głosić m.in. że imamowie są awatarami Wisznu, a kto ich nie uzna będzie skazany na reinkarnację. Koran przedstawiano jako ostatnią z Wed. Chodżowie od początku swego istnienia uznawali imamów z linii Kasim Szahi, jednak w sytuacji początkowego braku kontaktu z imamem pirowie de facto sprawowali nad nimi władzę z zupełnym jego pominięciem.

### Odrodzenie Andżudanu i wzrost znaczenia nizarytów w Iranie
We wczesnym okresie poalamuckim nizaryci zaczęli ukrywać się jako adepci sufizmu, ich imamowie zaś występowali jako suficcy mistrzowie. Z biegiem czasu związki z sufizmem coraz bardziej pogłębiały się, odciskając swoje piętno na nizarytach. W połowie XV wieku imamowie linii Kasim Szahi ustanowili swoją stałą siedzibę w Andżudanie, gdzie występując na zewnątrz jako suficcy mistrzowie mieszkali aż do imamatu Szaha Nizara (imam 1680–1722). Okres ten znany jest jako „Odrodzenie Andżudanu”. Nizarytom udało się wówczas odrodzić działalność misyjną poprzez sieć da’ich działających pod przykrywką mistrzów sufickich, którzy przesyłali zebrane w swoich wspólnotach podatki religijne imamom. Odrodziła się także ich literatura. W okresie Andżudanu imamowie podjęli systematyczne wysiłki zmierzające do kontrolowania władzy różnych lokalnych rodów nad społecznościami nizaryckimi, w tym także władzy indyjskich pirów. Po śmierci następcy Pir Sadr ad-Dina, Pir Hasana Kabir ad-Dina, imam z pominięciem jego synów wyznaczył na pira jego brata, Tadż ad-Dina, co spowodowało liczne konflikty w społeczności chodżów. Po śmierci Pir Tadż ad-Dina pod koniec XV wieku imam nie wyznaczył jego następcy. Od tej pory chodżowie, którzy znacznie przewyższali liczebnie perskich nizarytów, odbywali okresowe podróże do Andżudanu, aby odwiedzić imama.
Po zdobyciu władzy w Iranie na początku XVI wieku przez szyickich Safawidów nizaryci ograniczyli swoje praktyki takijji. Ich nadzieje okazały się jednak płonne. Safawidzi rychło stali się gorliwymi imamitami i rozpoczęli prześladowania innych wyznań. Trzydziesty szósty imam, Murad Mirza, w roku 1574 zginął z rozkazu szacha Tahmaspa I (pan. 1524–1576). W czasach szacha Abbasa I (pan. 1587–1629) nizaryci uprawiali już takijję jako imamici, zaś następca Murada Mirzy, Chalil Allah I (imam 1574–1634), poślubił safawidzką księżniczkę. Szah Nizar przeniósł swoją siedzibę do położonego blisko Andżudanu miasta Kahak, w połowie zaś XVIII wieku imam zamieszkał w Szahr-i Babak w prowincji Kerman, bliżej szlaku indyjskich pielgrzymów, co było widomym świadectwem przesunięcia się ciężkości nizaryckiego imamatu w stronę dostarczających większości funduszy chodżów. Czterdziesty czwarty imam, Abu al-Hasan Ali (zm. 1792), pod rządami Karim Chana (pan. 1750–1779) był namiestnikiem Kermanu, a po jego śmierci sprawował w nim właściwie niezależną władzę. Kiedy został zaatakowany przez jednego z następców Karim Chana, Lotf Ali Chana (pan. 1789–1794), stawił mu skuteczny opór, jednocześnie opowiadając się za jego przeciwnikiem, Agha Mohammadem Chanem (pan. 1794–1797), który ostatecznie został szachem.

### Aga Chanowie
Syn Abu al-Hasana Alego, Szah Chalil Allah III (imam 1792–1817), przeniósł się z niestabilnego Kermanu najpierw do Kahaku, potem zaś do Jazdu, gdzie w 1817 roku zginął podczas ataku tłumu na swój dom. Wdowa po nim udała się z prośbą o sprawiedliwość do ówczesnego szacha Fath Ali Szaha (pan. 1797–1834). Ten nie tylko ukarał zabójców, ale ożenił 13-letniego syna Szaha Chalil Allaha, Hasan Ali Szaha (imam 1817–1881), z własną córką, oraz uczynił go zarządcą Komu i podarował dobra w pobliżu Mahallatu, a także nadał tytuł „Aga Chan”. Tytuł ten stał się następnie dziedziczny w linii imamów Kasim Szahi. W 1835 szach Mohammad Szah (pan. 1834–1848) nadał Aga Chanowi I stanowisko gubernatora pogrążonej w anarchii prowincji Kerman. Kiedy jednak udało mu się w niej zaprowadzić porządek, został pozbawiony swojego stanowiska, co sprowokowało go do buntu. W 1841 uciekł on wraz ze swoimi zwolennikami do Afganistanu, a następnie do Indii. W tym czasie na tym terenie toczyła się I wojna brytyjsko-afgańska, w której siły imama współpracowały z Brytyjczykami. W Indiach Aga Chan, który w 1848 roku osiadł na stałe w Bombaju, skoncentrował się na wzmocnieniu nizaryckiej tożsamości chodżów oraz swojej kontroli nad nimi. Wieki przebywania w środowisku hinduistycznym, w oddaleniu od imama, jak również częstego stosowania takijji, sprawiły bowiem że nizaryzm chodżów był przesiąknięty praktykami zarówno hinduskimi, jak i sunnickimi oraz imamickimi. W 1862 roku imam wysłał dokument, wyliczający wierzenia i praktyki nizarytów, prosząc każdego chodżę aby go podpisał. Większość chodżów podpisała go, jednak niewielka grupa nie uznała isma’ilickiej tożsamości chodżów, w roku 1866 wnosząc sprawę przed Sąd Najwyższy w Bombaju. W swoim wyroku Sąd potwierdził jednak uprawnienia Agi Chana do władzy nad chodżami oraz do wszystkich zwyczajowo pobieranych podatków religijnych.
Aga Chan I zmarł w 1881 roku, a jego następcą został jego syn, Aga Chan II (imam 1881–1885), który jednak zmarł już w roku 1885. W ten sposób w roku 1885 imamat oficjalnie objął ówcześnie ośmioletni Aga Chan III (imam 1885–1957). Jego polityka miała charakter centralizacyjny i modernizacyjny. Realizował ją poprzez wydawanie konstytucji dla poszczególnych społeczności, oraz pisemne i ustne polecenia. Starał się on z dobrym skutkiem rozwinąć wśród społeczności nizaryckich system samorządu, oraz zadbać w szczególności o rozwój edukacji, opieki zdrowotnej, organizacji dobroczynnych oraz polepszenie statusu kobiet. Na zrealizowanie tej polityki przeznaczał dochody z podatków religijnych, zakładając wiele instytucji o charakterze edukacyjnym, dobroczynnym i medycznym, które służyły nie tylko isma’ilitom. Generalnie jego polityka spotykała się z akceptacją społeczności nizarytów, chociaż w 1905 roku wystąpiło przeciwko niemu do Sądu Najwyższego w Bombaju kilku członków jego rodziny. I tym razem wyrok tego Sądu był korzystny dla Agi Chana i silnie podkreślał status imama w jego rodzinie i społeczności. Niewielka część chodżów nie akceptowała jednak centralizacyjnej i modernizacyjnej polityki imama i na przełomie XIX i XX wieku oficjalnie przyjęła nauki imamitów, sunnitów lub nawet hinduizm. Aga Chan III odgrywał ważną rolę w polityce indyjskiej, przyczyniając się do odzyskania przez Indie niepodległości. Świadectwem uznania dla jego aktywności międzynarodowej było wybranie go na przewodniczącego sesji Ligi Narodów w roku 1937.

## W kulturze
Do działalności nizarytów nawiązują gry z serii Assassin’s Creed, jednakże przedstawiona w grze fabuła oraz kreacja nizarytów znacząco odbiega od wydarzeń rzeczywistych.